# 水町袈裟六
水町 袈裟六（みずまち けさろく、元治元年3月11日（1864年4月16日） - 1934年（昭和9年）7月10日）は、日本の官僚。大蔵次官、英仏駐在財務官、日本銀行副総裁、会計検査院長、枢密顧問官を歴任。横浜正金銀行頭取。法政大学総長。

## 生涯
佐賀藩士水町邦実の次男として生まれる。水町家は佐賀藩の重臣の家系。佐賀変則中学校、大学予備門を経て、1891年に帝国大学法科大学（現東京大学法学部）を卒業後、同年大蔵省（現在の財務省）に入省。
理財局長、大蔵次官、1908年から英仏駐在財務官を歴任する。1911年に大蔵省を退官して日本銀行副総裁に就任した（1919年まで）。1913年には横浜正金銀行（現三菱UFJ銀行）の頭取も兼任している。日銀副総裁を退任した後は、会計検査院長（1924年 - 1929年）も務め、明治、大正期の金融財政のプロフェッショナル、国家財政の重鎮として活躍した。
その功績が認められて、1929年には枢密顧問官に抜擢され、晩年は法政大学の総長として逝去するまで務めた。なお、母校の東京帝国大学から法学博士の学位を受けている。墓所は港区賢崇寺。
長女の壽賀は駒井重次の妻、次女の鶴は荒井静雄（荒井賢太郎の長男）の妻、四女の稜は濱口巌根の妻。

## 栄典・授章・授賞
位階
- 1892年（明治25年）11月14日 - 従七位[2][3]
- 1895年（明治28年）11月26日 - 正七位[2][4]
- 1897年（明治30年）10月30日 - 従六位[2][5]
- 1899年（明治32年）12月20日 - 正六位[2][6]
- 1902年（明治35年）7月16日 - 従五位[2][7]
- 1904年（明治37年）6月20日 - 正五位[2][8]
- 1907年（明治40年）7月10日 - 従四位[2][9]
- 1911年（明治44年）7月20日 - 正四位[2][10]
- 1927年（昭和2年）4月15日 - 従三位[2][11]
- 1930年（昭和5年）5月1日 - 正三位[2][12]
- 1934年（昭和9年）7月10日 - 従二位[2]

勲章等
- 1905年（明治38年）6月24日 - 勲四等瑞宝章[2]
- 1906年（明治39年）4月1日 - 勲二等旭日重光章[13]・明治三十七八年従軍記章[2]
- 1908年（明治41年）3月9日 - 法学博士学位記[2]
- 1911年（明治44年）8月24日 - 金杯一組[2][14]
- 1915年（大正4年）11月10日 - 大礼記念章（大正）[2]
- 1916年（大正5年）4月1日 - 勲一等瑞宝章[2][15]
- 1917年（大正6年）11月29日 - 金杯一個[2]
- 1920年（大正9年）11月1日 - 金杯一個[2]
- 1928年（昭和3年）11月10日 - 大礼記念章（昭和）[2]
- 1930年（昭和5年）4月22日 - 旭日大綬章[2]
- 1931年（昭和6年）5月1日 - 帝都復興記念章[2]
- 1934年（昭和9年）4月29日 - 金杯一組[2]

外国勲章佩用允許
- 1907年（明治40年）7月1日 - フランス共和国：レジオンドヌール勲章コマンドール[2]
- 1909年（明治42年）7月8日 - 大韓帝国：勲一等八卦章[2][16]
- 1934年（昭和9年）3月1日 - 満州帝国：大満洲国建国功労章[2]